# Plancy-l'Abbaye
Plancy-l'Abbaye és un municipi francès situat al departament de l'Aube i a la regió del Gran Est. L'any 2007 tenia 932 habitants.

## Demografia

### Població
El 2007 la població de fet de Plancy-l'Abbaye era de 932 persones. Hi havia 411 famílies de les quals 134 eren unipersonals (51 homes vivint sols i 83 dones vivint soles), 134 parelles sense fills, 123 parelles amb fills i 20 famílies monoparentals amb fills.
La població ha evolucionat segons el següent gràfic:
Habitants censats

### Habitatges
El 2007 hi havia 496 habitatges, 417 eren l'habitatge principal de la família, 51 eren segones residències i 27 estaven desocupats. 464 eren cases i 32 eren apartaments. Dels 417 habitatges principals, 280 estaven ocupats pels seus propietaris, 133 estaven llogats i ocupats pels llogaters i 4 estaven cedits a títol gratuït; 28 tenien dues cambres, 75 en tenien tres, 126 en tenien quatre i 189 en tenien cinc o més. 310 habitatges disposaven pel capbaix d'una plaça de pàrquing. A 197 habitatges hi havia un automòbil i a 161 n'hi havia dos o més.

### Piràmide de població
La piràmide de població per edats i sexe el 2009 era:
| Homes | Edats   | Dones |
| ----- | ------- | ----- |
| 0     | 95 o +  | 4     |
| 0     | 90 a 94 | 4     |
| 4     | 85 a 89 | 12    |
| 0     | 80 a 84 | 12    |
| 24    | 75 a 79 | 24    |
| 32    | 70 a 74 | 40    |
| 28    | 65 a 69 | 36    |
| 12    | 60 a 64 | 16    |
| 28    | 55 a 59 | 16    |
| 24    | 50 a 54 | 20    |
| 44    | 45 a 49 | 24    |
| 60    | 40 a 44 | 52    |
| 4     | 35 a 39 | 20    |
| 28    | 30 a 34 | 8     |
| 32    | 25 a 29 | 20    |
| 16    | 20 a 24 | 24    |
| 32    | 15 a 19 | 28    |
| 36    | 10 a 14 | 0     |
| 20    | 5 a 9   | 12    |
| 16    | 0 a 4   | 12    |

## Economia
El 2007 la població en edat de treballar era de 571 persones, 429 eren actives i 142 eren inactives. De les 429 persones actives 384 estaven ocupades (218 homes i 166 dones) i 46 estaven aturades (19 homes i 27 dones). De les 142 persones inactives 52 estaven jubilades, 26 estaven estudiant i 64 estaven classificades com a «altres inactius».

### Ingressos
El 2009 a Plancy-l'Abbaye hi havia 423 unitats fiscals que integraven 958 persones, la mediana anual d'ingressos fiscals per persona era de 16.219,5 €.

### Activitats econòmiques
Dels 41 establiments que hi havia el 2007, 1 era d'una empresa alimentària, 2 d'empreses de fabricació d'altres productes industrials, 10 d'empreses de construcció, 9 d'empreses de comerç i reparació d'automòbils, 4 d'empreses de transport, 1 d'una empresa d'hostatgeria i restauració, 3 d'empreses financeres, 1 d'una empresa immobiliària, 4 d'empreses de serveis, 4 d'entitats de l'administració pública i 2 d'empreses classificades com a «altres activitats de serveis».
Dels 13 establiments de servei als particulars que hi havia el 2009, 1 era una oficina de correu, 1 taller de reparació d'automòbils i de material agrícola, 1 guixaire pintor, 4 fusteries, 3 lampisteries, 2 perruqueries i 1 restaurant.
Dels 4 establiments comercials que hi havia el 2009, 1 era una botiga de més de 120 m², 1 una botiga de menys de 120 m², 1 una peixateria i 1 una llibreria.
L'any 2000 a Plancy-l'Abbaye hi havia 18 explotacions agrícoles que ocupaven un total de 2.190 hectàrees.

## Equipaments sanitaris i escolars
L'únic equipament sanitari que hi havia el 2009 era una farmàcia.
El 2009 hi havia una escola elemental.

## Poblacions més properes
El següent diagrama mostra les poblacions més properes.